# Ilir Meta
Ilir Meta (phát âm tiếng Albania: [iliɾ mɛta];; sinh ngày 24 tháng 3 năm 1969) là một nhà ngoại giao và chính trị gia người Albania, đang giữ chức Tổng thống thứ 8 của Albania kể từ ngày 24 tháng 7 năm 2017. Trước đây ông từng là Thủ tướng từ năm 1999 đến 2002, và ở tuổi 30, ông là người trẻ nhất từng là Thủ tướng trong lịch sử Albania. Meta cũng từng là Bộ trưởng Bộ Ngoại giao từ 2002 đến 2003 và một lần nữa từ 2009 đến 2010. Ông là Chủ tịch Quốc hội Albania từ năm 2013 đến 2017. Meta cũng giữ các vị trí như Phó Thủ tướng và Bộ trưởng Kinh tế, Thương mại và Năng lượng. Trước đó, ông giữ chức Chủ tịch Ủy ban Nghị viện về hội nhập châu Âu. Meta thành lập Phong trào Xã hội Chủ nghĩa cho Hội nhập (LSI) năm 2004.
Vào ngày 28 tháng 4 năm 2017, ông được bầu làm Tổng thống Albania, nhận được 87 phiếu bầu từ 140 Thành viên của Quốc hội.

## Cuộc sống và giáo dục sớm
Ilir Meta sinh ngày 24 tháng 3 năm 1969 tại Çorovodë, Skrapar. Ông tốt nghiệp tại Khoa Kinh tế và Chính trị của Đại học Tirana, nơi ông cũng theo đuổi nghiên cứu sau đại học của mình. Anh thông thạo tiếng Albania, tiếng Anh và tiếng Ý.
Meta là một người Hồi giáo Bektashi và tuyên bố tuân thủ các giá trị Bektashia truyền thống. Meta đã kết hôn với Monika Kryemadhi từ tháng 10 năm 1998. Họ có hai con gái và một con trai, Bora, Era và Besar.